# Ragna Árnadóttir
Ragna Árnadóttir (née le 30 août 1966) est une avocate islandaise et ancienne ministre de la Justice et des Affaires ecclésiastiques d'Islande  de février à septembre 2009 puis ministre de la Justice et des Droits humains jusqu'en septembre 2010. Elle avait précédemment occupé le poste de chef de bureau par intérim du bureau du Premier ministre à partir du 15 janvier 2009,.